# Uleken (cràter)
Uleken és un cràter d'impacte en el planeta Venus de 10,9 km de diàmetre. Porta el nom d'un antropònim hezhen, i el seu nom va ser aprovat per la Unió Astronòmica Internacional el 1997.